# Comitê Organizador Local da Copa do Mundo da FIFA Brasil 2014

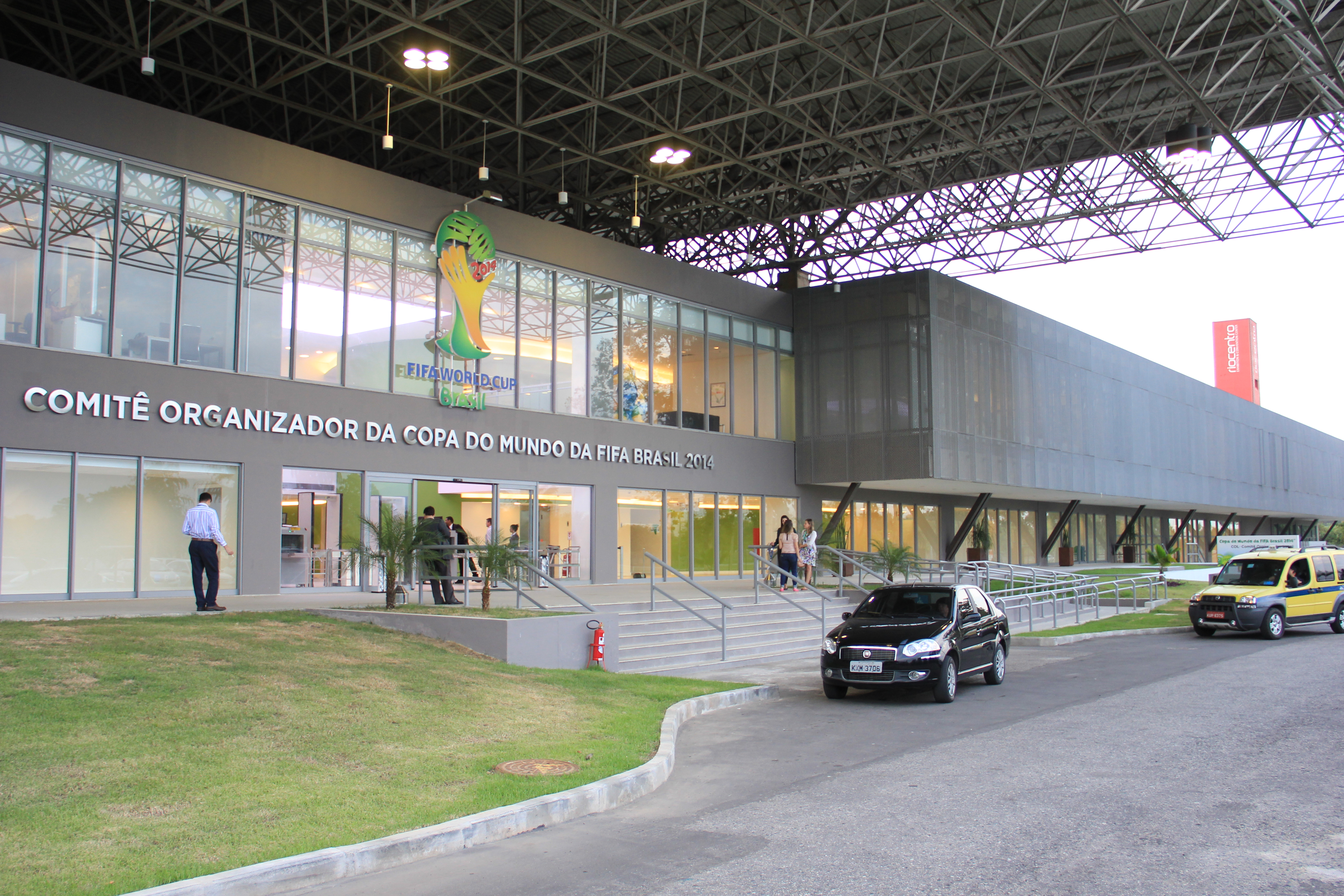
Sede do Comitê Organizador Local da Copa do Mundo da FIFA Brasil 2014 (COL), no centro de convenções Riocentro.

O Comitê Organizador Local da Copa do Mundo da FIFA Brasil 2014 (COL) é a entidade que foi responsável por entregar condições ideais de organização operacional da Copa das Confederações FIFA de 2013 e da Copa do Mundo da FIFA Brasil 2014.
Instituído em 2008, logo após o Brasil ter sido escolhido a sede da Copa do Mundo de 2014, o COL é uma entidade privada ligada à FIFA e 100% gerida com recursos próprios da entidade.  O comitê ainda não foi fechado, devido a dívidas. A sede do comitê está situada no Pavilhão 1 do centro de convenções Riocentro, no Rio de Janeiro. 

## Financiamento
O COL é financiado exclusivamente pela FIFA, que é responsável por seu controle financeiro com o apoio da empresa de consultoria independente Ernst & Young. O orçamento total para preparar a Copa do Mundo da FIFA é de R$ 892 milhões. 

## Responsabilidades
O COL tem como foco e responsabilidade exclusivamente a preparação, organização e realização dos dois eventos. Seus desafios consistem em gerenciar os recursos, fornecer informações para que os estádios, cidades e estados apresentem as condições especificadas pela FIFA para ser palco dos jogos desse evento esportivo e prover excelência operacional dentro das arenas. De acordo com a Matriz de Responsabilidades da Copa do Mundo FIFA 2014, as entregas do COL incluem:
- Monitoramento de estádios e avaliação técnica
- Segurança no interior e entornos dos estádios
- Programa de Voluntários
- Coordenação das ações das sedes
- Eventos auxiliares como o Sorteio Final da Copa do Mundo
- Programa de embaixadores
- Logística
- Transporte de delegações
- Campanhas de sustentabilidade e responsabilidade social

## Membros
- Presidente e membro do Conselho de Administração: José Maria Marin
- CEO: Ricardo Trade
- Membros do Conselho de Administração: Ronaldo Luís Nazário de Lima e José Roberto Gama de Oliveira (Bebeto)